# Romina Johnson
Romina Johnson (* 1973 in Rom) ist eine italienische, in London lebende R&B-, Soul-, UK-Garage- und 2-Step-Sängerin.

## Biografie
Sie ist die Tochter des aus Italien stammenden amerikanischen Sängers Wess alias Wesley Johnson. Bereits als Kind fand Johnson Gefallen an Soul, Funk, R&B und Jazz. Sie hörte u. a. die Musik von Aretha Franklin, James Brown, Stevie Wonder, The O’Jays, Prince, Chaka Khan und Earth, Wind and Fire, die sie in der Sammlung ihrer Mutter fand. Bereits mit vier Jahren war sie sich sicher, später als Sängerin in die Fußstapfen ihres Vaters treten zu wollen. Mit zwölf Jahren hatte sie ihren ersten Auftritt als dessen Backgroundsängerin.
Im Alter von 20 Jahren wurde Johnson Mitglied der Band Second Floor, mit der sie ihren ersten Plattenvertrag beim italienischen Label Rossiter Road erhielt. 1996 erschien die EP I Gotta Have You, 1997 folgte Love and Happiness, ein Duett mit ihrem Vater. Das erste Soloalbum Simply Passion wurde 1998 veröffentlicht und enthielt die Originalfassung des gemeinsam mit ihrem Onkel Orlando Johnson geschriebenen Liedes Movin’ Too Fast, das später als Feature mit Artful Dodger zum Hit wurde.
Nach drei Jahren Mitgliedschaft verließ sie die Gruppe Second Floor 1999 endgültig und zog nach London, um ihre Solokarriere voranzutreiben. Im Frühjahr 2000 stieg die Single Movin’ Too Fast in der Version mit Artful Dodger auf Platz 2 der UK-Charts. Im Sommer des Jahres schaffte es Johnson ein zweites und letztes Mal in die englische Hitparade, diesmal durch ein Feature mit Luci Martin und Norma Jean von der New Yorker Band Chic. Das Lied My Forbidden Lover, das ebenfalls bereits zwei Jahre zuvor veröffentlicht wurde, kam allerdings nicht über Platz 59 hinaus.

## Diskografie

### Alben
- 1996: I Gotta Have You (mit 2nd Floor) (Mini-Album)
- 1998: Simply Passion
- 2001: Superbad…
- 2006: As Good as This
- 2008: Soul River

### Singles
- 1996: Won’t Stop (mit 2nd Floor und Paoletto Castro)
- 1997: Love and Happiness (mit Second Floor feat. Wess Johnson und Master Freez)
- 1998: Dancing with You (Bini & Martini feat. Romina Johnson)
- 1998: Movin’ Too Fast (mit Artful Dodger)
- 1998: My Forbidden Lover (feat. Luci Martin und Norma Jean von Chic)
- 1999: Dinner with Gershwin (als Lenny & Johnson, mit Dino Lenny)
- 2000: Into You
- 2001: Never Gonna Do (Goosebump feat. Romina Johnson)
- 2001: Never Do
- 2002: Taste of Bitter Love (mit D’Influence)
- 2003: A Night to Remember
- 2005: Understand Me